# Ines Faccio
Ines Faccio (Torino, ... – ...; fl. XX secolo) è stata una cestista e velocista italiana.
È stata tra le pioniere della nazionale femminile di pallacanestro, con cui ha giocato la prima partita, Francia-Italia 34-16, il 13 aprile 1930. Segnò un punto.

## Pallacanestro

### Cronologia presenze e punti in Nazionale
| Cronologia completa delle presenze e dei punti in Nazionale - Italia | Cronologia completa delle presenze e dei punti in Nazionale - Italia | Cronologia completa delle presenze e dei punti in Nazionale - Italia | Cronologia completa delle presenze e dei punti in Nazionale - Italia | Cronologia completa delle presenze e dei punti in Nazionale - Italia | Cronologia completa delle presenze e dei punti in Nazionale - Italia | Cronologia completa delle presenze e dei punti in Nazionale - Italia | Cronologia completa delle presenze e dei punti in Nazionale - Italia |
| Data                                                                 | Città                                                                | In casa                                                              | Risultato                                                            | Ospiti                                                               | Competizione                                                         | Punti                                                                | Note                                                                 |
| -------------------------------------------------------------------- | -------------------------------------------------------------------- | -------------------------------------------------------------------- | -------------------------------------------------------------------- | -------------------------------------------------------------------- | -------------------------------------------------------------------- | -------------------------------------------------------------------- | -------------------------------------------------------------------- |
| 13/04/1930                                                           | Nizza                                                                | Francia                                                              | 34 - 16                                                              | Italia                                                               | Amichevole                                                           | 1                                                                    | [ 1 ]                                                                |
| Totale                                                               |                                                                      | Presenze                                                             | 1                                                                    |                                                                      | Punti                                                                | 1                                                                    |                                                                      |

## Atletica leggera

### Campionati nazionali
1928
- Bronzo ai campionati italiani assoluti, staffetta 4×75 m - s/t